# Championnat des Seychelles de football 2023-2024
Navigation
Saison précédente Saison suivante
La saison 2023-2024 du championnat des Seychelles est la quarante-cinquième édition de la première division seychelloise.
La compétition prend le nom de Premier League et change de format. Désormais 10 équipes se rencontrent en matchs aller et retour. Le dernier du classement sera directement relégué et le 9e dispute un barrage de maintien contre le deuxième de Championship, la deuxième division seychelloise.
En fin de saison c'est Saint-Louis Suns FC qui remporte le championnat en terminant à la première place et empoche son deuxième titre de champion des Seychelles.

## Les équipes participantes
- Saint Michel United
- Northern Dynamo
- Defence Forces FC
- Saint-Louis Suns FC
- Foresters Mont Fleuri FC
- PTL Bazar Brothers
- La Passe FC
- Côte d'Or FC
- Light Stars FC
- Anse Réunion FC

## Compétition
Le classement est établi sur le barème de points classique (victoire à 3 points, match nul à 1, défaite à 0).

### Classement
| \| Rang \| Équipe \| Pts \| J \| G \| N \| P \| Bp \| Bc \| Diff \| \| ---- \| ---------------------------- \| --- \| -- \| -- \| - \| -- \| -- \| -- \| ---- \| \| 1 \| Saint-Louis Suns FC \| 41 \| 18 \| 13 \| 2 \| 3 \| 35 \| 18 \| +17 \| \| 2 \| Foresters Mont Fleuri FC T C \| 35 \| 18 \| 10 \| 5 \| 3 \| 37 \| 21 \| +16 \| \| 3 \| Light Stars FC \| 31 \| 18 \| 9 \| 4 \| 5 \| 32 \| 27 \| +5 \| \| 4 \| La Passe FC \| 28 \| 18 \| 8 \| 4 \| 6 \| 29 \| 32 \| -3 \| \| 5 \| Saint Michel United \| 26 \| 18 \| 7 \| 5 \| 6 \| 35 \| 27 \| +8 \| \| 6 \| Côte d'Or FC \| 24 \| 18 \| 7 \| 3 \| 8 \| 31 \| 29 \| +2 \| \| 7 \| Anse Réunion FC \| 20 \| 18 \| 6 \| 2 \| 10 \| 21 \| 24 \| -3 \| \| 8 \| PTL Bazar Brothers \| 19 \| 18 \| 4 \| 7 \| 7 \| 24 \| 30 \| -6 \| \| 9 \| Northern Dynamo \| 15 \| 18 \| 4 \| 3 \| 11 \| 29 \| 41 \| -12 \| \| 8 \| Defence Forces \| 11 \| 18 \| 2 \| 5 \| 11 \| 14 \| 38 \| -24 \| Qualifications africaines Ligue des champions 2026-2027 - 1er : premier tour préliminaire Coupe de la confédération 2024-2025 - 2e : qualifications Relégation en D2 - 9e : barrages de relégation - 10e : relégation Abréviations - T : Tenant du titre - C : Vainqueur de la Coupe des Seychelles 2024-2025 - P : Promus de D2 2022-2023 - -1 : Points de pénalité |                              |     |    |    |   |    |    |    |      |
| Rang | Équipe                       | Pts | J  | G  | N | P  | Bp | Bc | Diff |
| 1 | Saint-Louis Suns FC          | 41  | 18 | 13 | 2 | 3  | 35 | 18 | +17  |
| 2 | Foresters Mont Fleuri FC T C | 35  | 18 | 10 | 5 | 3  | 37 | 21 | +16  |
| 3 | Light Stars FC               | 31  | 18 | 9  | 4 | 5  | 32 | 27 | +5   |
| 4 | La Passe FC                  | 28  | 18 | 8  | 4 | 6  | 29 | 32 | -3   |
| 5 | Saint Michel United          | 26  | 18 | 7  | 5 | 6  | 35 | 27 | +8   |
| 6 | Côte d'Or FC                 | 24  | 18 | 7  | 3 | 8  | 31 | 29 | +2   |
| 7 | Anse Réunion FC              | 20  | 18 | 6  | 2 | 10 | 21 | 24 | -3   |
| 8 | PTL Bazar Brothers           | 19  | 18 | 4  | 7 | 7  | 24 | 30 | -6   |
| 9 | Northern Dynamo              | 15  | 18 | 4  | 3 | 11 | 29 | 41 | -12  |
| 8 | Defence Forces               | 11  | 18 | 2  | 5 | 11 | 14 | 38 | -24  |

### Barrage de maintien/relégation
Northern Dynamo rencontre le vice-champion de deuxième division, Tigers FC, le 22 mai 2024 les deux équipes font match nul 0 à 0 et le 25 mai 2024 le club de première division s'impose 2 à 1 à domicile et assure son maintien en Premier League.

## Bilan de la saison
| Championnat des Seychelles de football 2023-2024 |                                |
| Champion                                         | Saint-Louis Suns FC (2e titre) |
| Coupes et trophées                               |                                |
| Vainqueur de la Coupe des Seychelles 2023-2024   | Foresters Mont Fleuri FC       |
| Qualifications continentales                     |                                |
| Ligue des champions de la CAF 2024-2025          | Saint-Louis Suns FC            |
| Coupe de la confédération 2024-2025              | Foresters Mont Fleuri FC       |
| Promotions et relégations                        |                                |
| Promus en Premier League                         | Real Maldives                  |
| Relégués en Championship                         | Defence Forces                 |